# Hochfeilerhütte
Die Hochfeilerhütte (italienisch Rifugio Gran Pilastro) ist eine hochalpine Schutzhütte der Sektion Sterzing des AVS auf 2710 m s.l.m. Höhe. Sie liegt im Hauptkamm der Zillertaler Alpen etwa zweieinhalb Kilometer Luftlinie südwestlich unterhalb des 3510 m hohen Gipfel des Hochfeilers, dem höchsten Berg der Zillertaler Alpen. Die Hütte befindet sich auf italienischem Gebiet der Autonomen Provinz Südtirol. Sie dient in erster Linie als Stützpunkt für die Besteigung des Hochfeilers, des Hochferners und des Hohen Weißzints.

## Geschichte

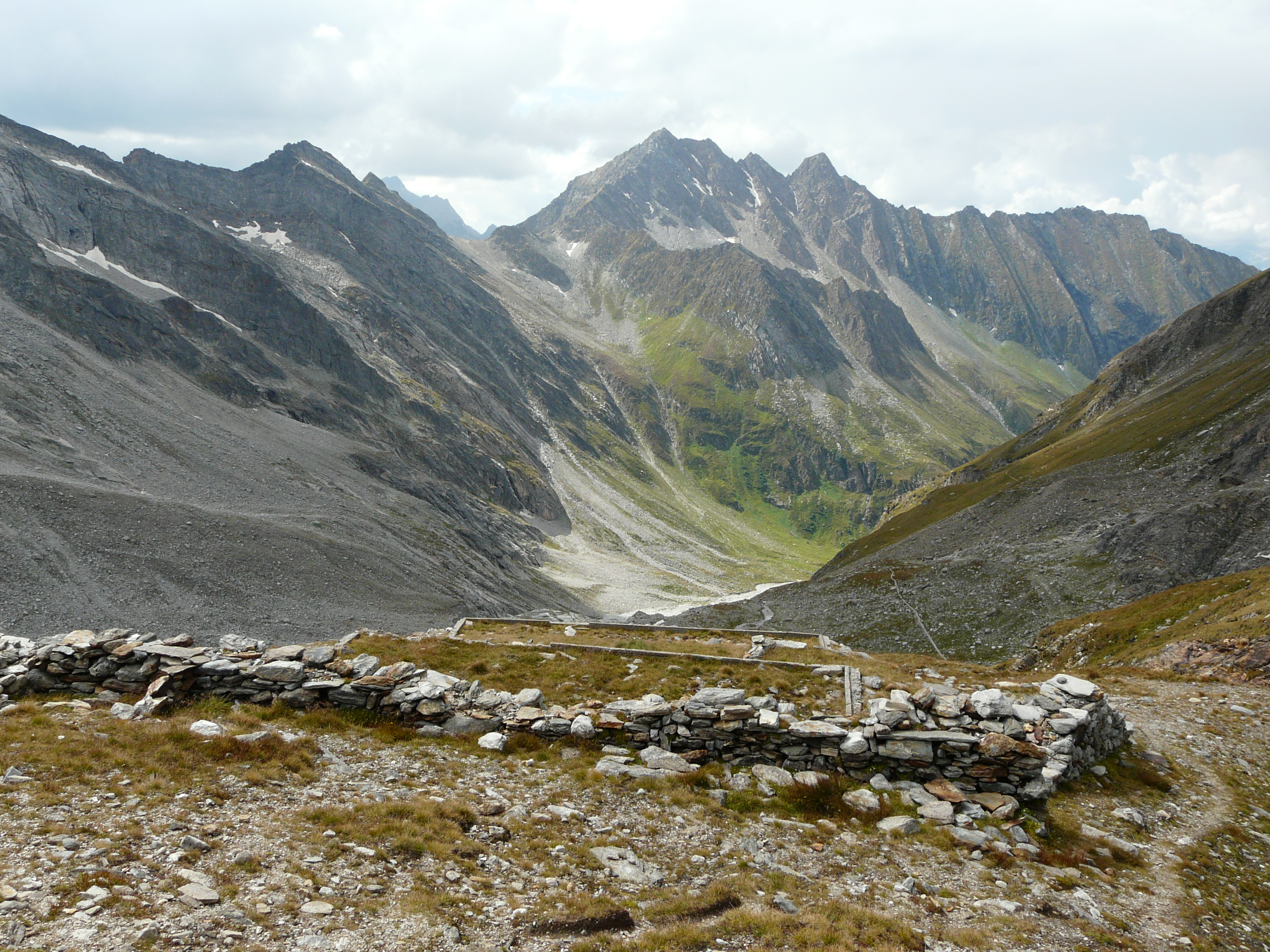
Fundamente der ehemaligen Wiener Hütte mit Gliederscharte

Die erste Hüttenbau am Hochfeiler wurde 1880 vom Deutschen und Österreichischen Alpenverein begonnen. Er lag mit 3400 m deutlich höher als das heutige Haus. Die Hütte war unbewirtschaftet, verfiel aber bis 1900 aufgrund geringen Interesses und mangelnder Unterhaltung. Bereits seit 1881 bestand auf 2665 m die ebenfalls unbewirtschaftete Wiener Hütte zwischen den Gletschern Weißkarferner und Gliederferner, 600 Meter Wegstrecke westlich unterhalb des heutigen Hauses (Lage). Bis zum Ersten Weltkrieg wurde sie mehrfach erweitert. Nach dem Ersten Weltkrieg ging sie 1922 in den Besitz des Club Alpino Italiano (CAI) über, verwaltet seit 1926 von der Sektion Monza. Kurz vor dem Ende des Zweiten Weltkriegs wurde die Hütte geplündert und stark beschädigt. In den 1950er Jahren setzte sie der CAI wieder instand. 1964 jedoch wurde sie geschlossen, weil während der politischen Spannungen um die Autonomie Südtirols das Militär die Hütte besetzte. 1967 wurde die Wiener Hütte zerstört, über die genaue Ursache besteht Unklarheit, ob es eine Lawine gab, oder die Hütte von Terroristen gesprengt wurde. Ab 1982 begann dann die Sektion Sterzing des Alpenverein Südtirol (AVS) mit der Planung der heutigen Hütte. Baubeginn war 1984; die Einweihung erfolgte am 14. September 1986.

## Zugang

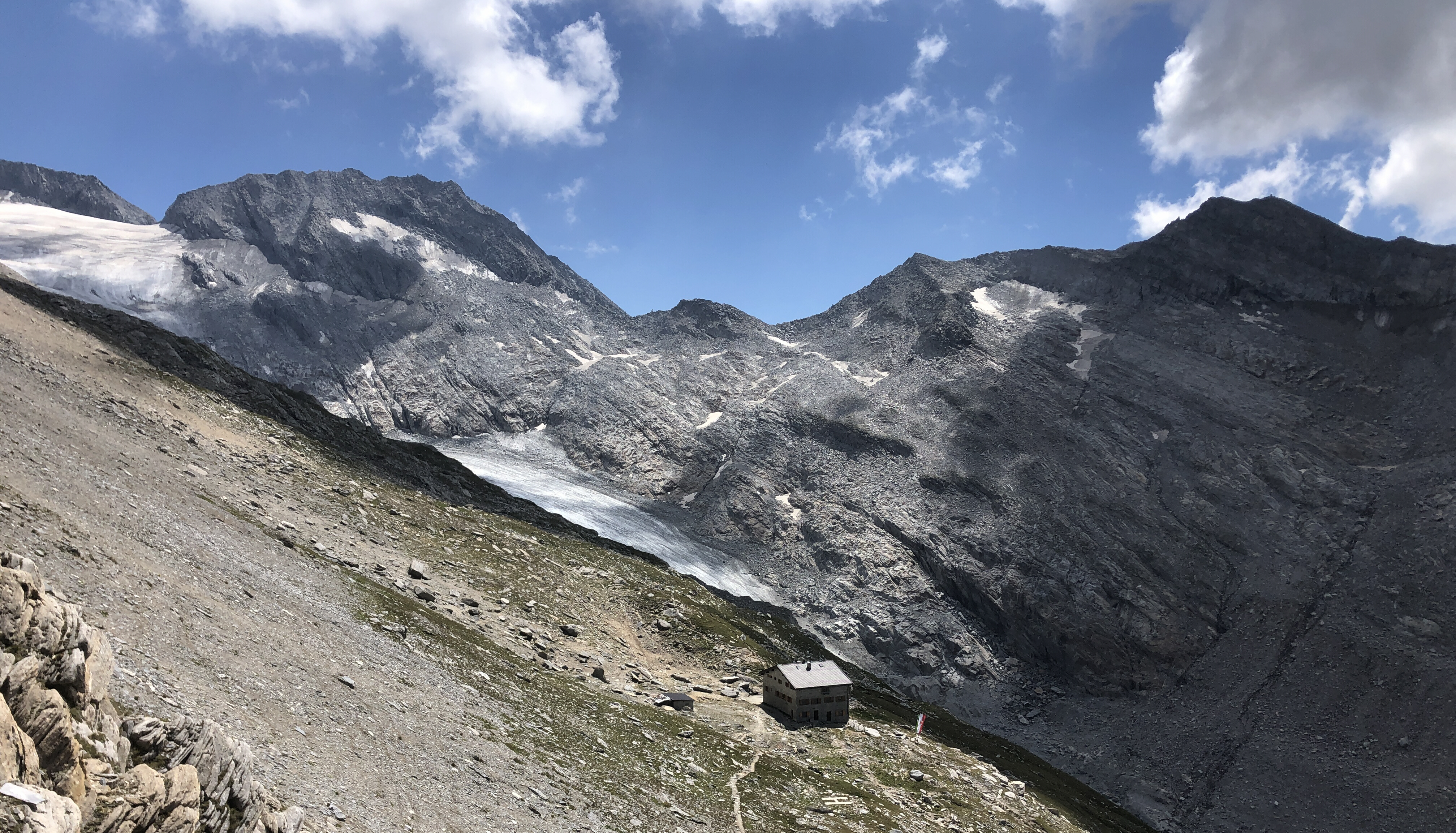
Lage der Hochfeilerhütte hoch über dem Gliderferner (Mitte-links) mit der Oberen (links) und Unteren (rechts) Weißzintscharte (Übergang zur Edelrauthütte, Gletscherausrüstung erforderlich)

- Die Hütte ist von Westen her über Sterzing, das Pfitschertal und der Pfitscherjochstraße zu erreichen. Ab der dritten Kehre der Straße mit einer dreistündigen Wanderung, Trittsicherheit erforderlich, drahtseilgesicherte Passage, ausgesetzte Streckenabschnitte in steilen Grashängen (Normalweg zur Hütte).
- Von der südöstlich gelegenen Edelrauthütte (2545 m) über die Untere Weißzintscharte und den Gletscher Gliderferner in 2 ½ Stunden (ACHTUNG: Route seit 2. August 2022 bis auf Weiteres gesperrt wegen schwer überwindbarer Randkluft und instabilem Moränengelände).
- In 8 bis 10 Stunden über den Pfunderer Höhenweg von der Edelrauthütte aus via Gaisscharte, Dannelscharte und über die Gliderscharte (2644 m) mit anschließender direkter Überquerung des Gliderbachs (Weg 8a) und Gegenanstieg zur Hütte, der letzte Abschnitt verläuft auf dem Normalweg zur Hütte. ACHTUNG: Die Brücke über den Gliderbach wurde zwar am 9. August 2022 erneuert 50 Meter oberhalb der alten 2020 zerstörten Brücke, aufgrund von Unwettern wurde diese jedoch erneut stark beschädigt und ist nicht mehr passierbar seit 7. September 2023, so dass der Weg 8a von der Gliderscharte direkt zur Hochfeilerhütte wieder gesperrt wurde, Umweg von der Gliderscharte über die Unterberghütten unter Nutzung des Normalwegs zur Hütte erforderlich. Dadurch verlängert sich die Gehzeit um ca. 3 Stunden.

## Tourenmöglichkeiten
Von der Hochfeilerhütte aus können verschiedene Dreitausender des Zillertaler Hauptkamms begangen werden:
- Auf den Hochfeiler (3510 m) gelangt man in knapp drei Stunden über den Südwestgrat. In warmen Spätsommern ist dieser Weg oft eisfrei.
- Auf den Hochferner (3463 m) gelangt man in 3 ½ Stunden. Zunächst geht man in Richtung Hochfeiler, dann über den Hochfeiler-Gipfelgrat und den oberen flachen Teil des Weißkarferners nordwestlich zum Hochferner (auch Hochfernerspitze genannt). Es handelt sich um eine Gletschertour, entsprechende Ausrüstung ist daher nötig.
- Auf den Hohen Weißzint (3371 m) gelangt man in drei Stunden. Zunächst geht man östlich durch die Seitenmoräne des Gliderferners, dann muss der Gletscher gequert werden hinüber auf die Südostseite und zur Oberen Weißzintscharte. Dann geht es über einen ausgesetzten Blockgrat in wenig bis mäßig schwieriger Kletterei im UIAA-Grad I bis II zum Gipfel.